# Avenida Don Pedro de Mendoza

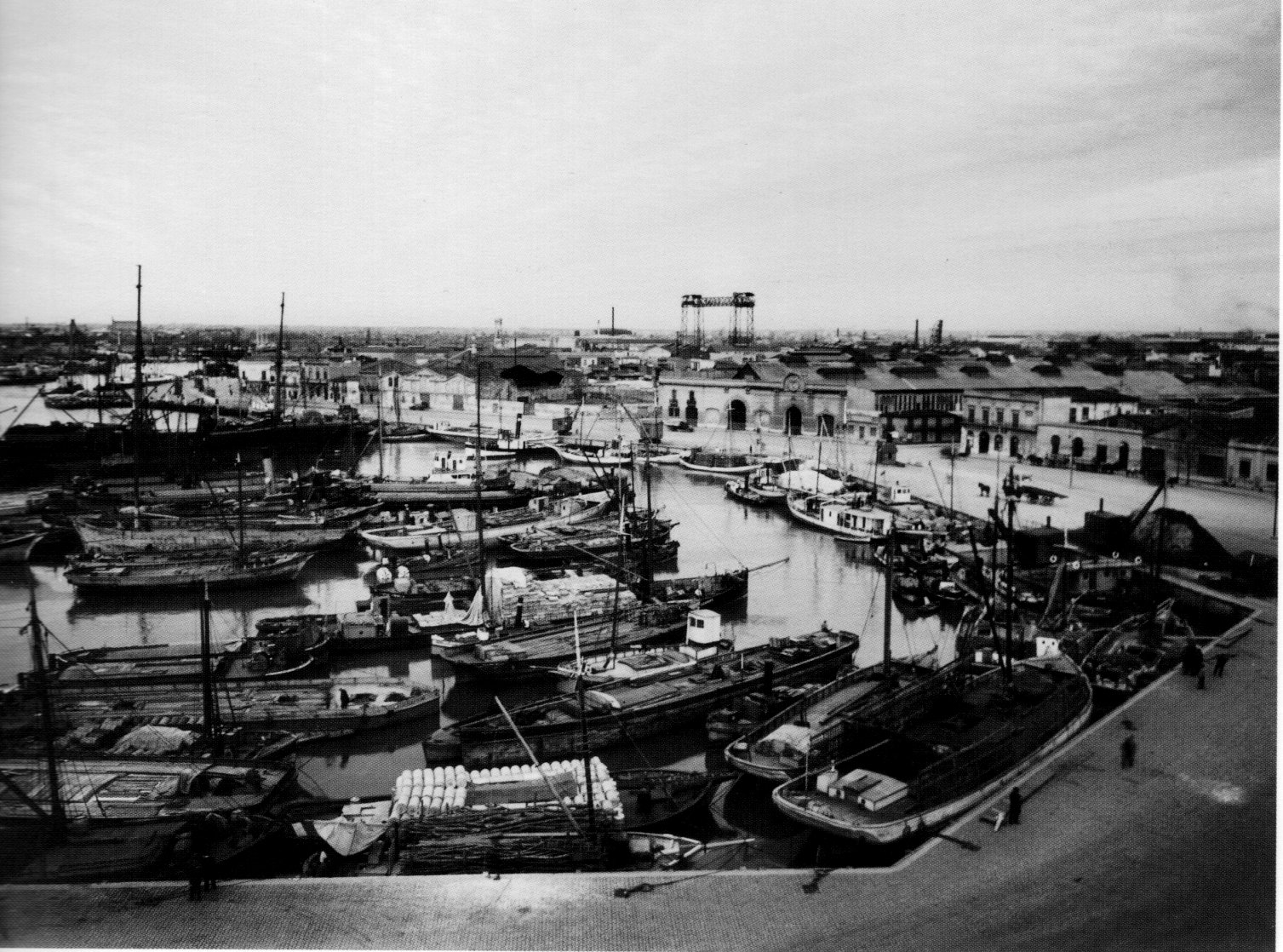
La Vuelta de Rocha, totalmente ocupada por barcos, en 1936

La avenida Don Pedro de Mendoza es una arteria vial de la ciudad de Buenos Aires, Argentina. Recorre la ribera de la Dársena Sud y del Riachuelo a lo largo del barrio de La Boca, hasta llegar al Puente Alsina.

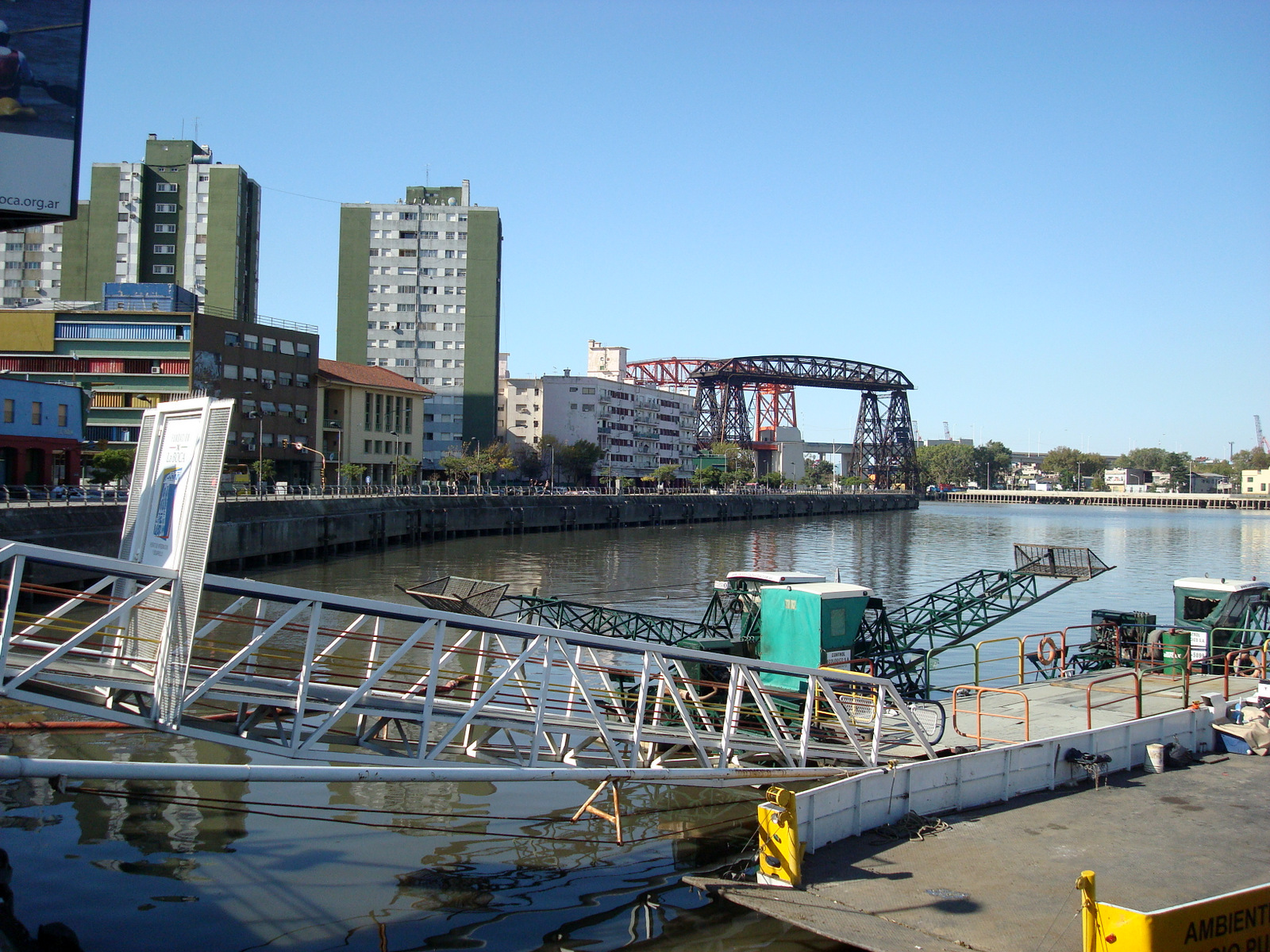
La Vuelta de Rocha: el Riachuelo, el Hospital Odontológico, las torres de vivienda pública y el Transbordador Avellaneda

## Recorrido
La avenida Don Pedro de Mendoza es una arteria vial de la ciudad de Buenos Aires, Argentina. Recorre la ribera de la Dársena Sud y del Riachuelo a lo largo del barrio de La Boca, hasta llegar al Puente Alsina.
La avenida comienza en el Bv. Elvira Rawson de Dellepiane, y corre bajo el viaducto de la Autopista a La Plata (inaugurado en 1995), pasando junto a la Usina del Arte y a la vieja terminal de Buquebús. Bajo la autopista se encuentran los estacionamientos de varias líneas de colectivo, y se ha formado una villa miseria.
Acompañando la curva de la ribera, la avenida pasa junto a la Boca del Riachuelo, y bordea una zona de depósitos donde está el Museo de Arte Construido. Sobre el río, cruzan el viejo Transbordador Avellaneda y el actual Puente Avellaneda, y hay un conjunto de edificios de vivienda pública, mientras la avenida recorre la Vuelta de Rocha, donde se destaca el pasaje Caminito y una feria de artesanías es visitada por el turismo internacional. Recientemente, se inauguró allí la Fundación PROA.
En este lugar destacado, el pintor y benefactor Benito Quinquela Martín construyó y donó una Escuela Primaria y Museo, un Hospital Odontológico, un Jardín de Infantes, el Teatro de la Ribera y un Lactario Municipal. A partir de este punto, la avenida entra en una zona de antiguos galpones y depósitos, muchos abandonados, que tuvieron una actividad febril a comienzos del siglo XX. Antes de llegar al Puente Pueyrredón, paso principal a la Zona Sur del Gran Buenos Aires ya desde el siglo XIX, la avenida pasa por la Barraca Peña, una histórica barraca en donde un equipo de especialistas trabaja en los restos de un antiguo barco mercante del siglo XVIII que fue encontrado en terrenos ribereños en el año 2008.
La Av. Pedro de Mendoza avanza cruzando la Avenida Montes de Oca y llega al Puente Bosch, en donde hasta hace poco terminaba  su recorrido. La avenida sigue su recorrido hasta la Avenida Sáenz, adonde conecta con la Avenida 27 de Febrero, en Nueva Pompeya.

## Cruces y lugares de referencia
- 0: Avenida Brasil - Avenida Elvira Rawson de Dellepiane - Cruce bajo el empalme de las Autopista 25 de Mayo, Autopista Buenos Aires-La Plata (Ruta Nacional 1) y Paseo del Bajo - Inicio de circulación bajo el viaducto de la segunda y al oeste de la Dársena Sur de Puerto Madero
- 200: Calle Arzobispo Espinosa - Plaza Islas Malvinas
- 500: Calle Benito Pérez Galdós - Usina del Arte
- 1100: Calle Suárez - Confluencia de la Dársena Sur y el Riachuelo - Inicio de circulación al norte de este último y fin de circulación bajo la Autopista Buenos Aires - La Plata
- 1400: Cruce bajo el viaducto del Puente Nicolás Avellaneda
- 1500: Avenida Almirante Brown - Puente Transbordador Nicolás Avellaneda
- 1800: Calle Palos - Complejo multiárea Benito Quinquela Martín
- 1900: Pasaje Caminito - Vuelta de Rocha
- 3000: Cruce a nivel con el Ramal ferroviario Retiro-Empalme Norte-Kilómetro 5 - Puente Barraca Peña
- 3200: Estación Barraca Peña del Ferrocarril Buenos Aires al Puerto de la Ensenada
- 3400: Avenida Regimiento de Patricios
- 3600: Avenida Osvaldo Cruz
- 3800: Avenida Montes de Oca - Cruce bajo la Autopista Presidente Arturo Frondizi - Nuevo Puente Pueyrredón
- 3900: Calle Vieytes - Puente Pueyrredón
- Avenida Sáenz - Avenida 27 De Febrero

- Datos: Q5713550